# 新堀町 (堺市)
新堀町（しんぼりちょう）は、大阪府堺市北区にある地名。2020年4月現在、現行行政地名は新堀町一丁及び新堀町二丁。住居表示は未実施。

## 地理
北区の北部に位置する。東は船堂町、南は蔵前町、西は大豆塚町、北は東浅香山町、奥本町、宮本町、北花田町に接する。西から順に一丁～二丁がある。

### 河川
- 狭間川

### 湖沼
- 今池

## 歴史

### 沿革
本節では関連する地名についても記述する。

#### 新堀（1933年 - 1939年）
- 1933年（昭和8年） - 大阪府泉北郡五箇荘村大字船堂の一部より成立。
- 1938年（昭和13年） - 堺市に編入され、「五箇荘村」を冠称する。
- 1939年（昭和14年） - 新堀町と改称する[6]。

#### 新堀町（1939年 - ）
- 1939年（昭和14年） - 堺市五箇荘村大字新堀が改称して成立。
- 1965年（昭和40年） - 北花田町・奥本町・船堂町の各一部を編入し、1 - 2丁を編成[6]。

## 世帯数と人口
2024年（令和6年）3月31日現在の世帯数と人口は以下の通りである。
| 丁         | 世帯数    | 人口    |
| ---------- | --------- | ------- |
| 新堀町一丁 | 838世帯   | 2,149人 |
| 新堀町二丁 | 552世帯   | 1,263人 |
| 計         | 1,390世帯 | 3,412人 |

### 人口の変遷
国勢調査による人口の推移。
| 1995年（平成7年）  | 1,476人 | [ 7 ]  |  |
| 2000年（平成12年） | 2,521人 | [ 8 ]  |  |
| 2005年（平成17年） | 2,874人 | [ 9 ]  |  |
| 2010年（平成22年） | 3,451人 | [ 10 ] |  |
| 2015年（平成27年） | 3,467人 | [ 11 ] |  |
| 2020年（令和2年）  | 3,398人 | [ 12 ] |  |

### 世帯数の変遷
国勢調査による世帯数の推移。
| 1995年（平成7年）  | 544世帯   | [ 7 ]  |  |
| 2000年（平成12年） | 875世帯   | [ 8 ]  |  |
| 2005年（平成17年） | 946世帯   | [ 9 ]  |  |
| 2010年（平成22年） | 1,193世帯 | [ 10 ] |  |
| 2015年（平成27年） | 1,219世帯 | [ 11 ] |  |
| 2020年（令和2年）  | 1,238世帯 | [ 12 ] |  |

## 学区
市立小・中学校に通う場合、学区は以下の通りとなる。
| 丁         | 番地 | 小学校             | 中学校             |
| ---------- | ---- | ------------------ | ------------------ |
| 新堀町一丁 | 全域 | 堺市立五箇荘小学校 | 堺市立五箇荘中学校 |
| 新堀町二丁 | 全域 | 堺市立五箇荘小学校 | 堺市立五箇荘中学校 |

## 事業所
2021年（令和3年）現在の経済センサス調査による事業所数と従業員数は以下の通りである。
| 丁         | 事業所数 | 従業員数 |
| ---------- | -------- | -------- |
| 新堀町一丁 | 17事業所 | 113人    |
| 新堀町二丁 | 26事業所 | 290人    |
| 計         | 43事業所 | 403人    |

## 交通

### バス
2024年現在
- 南海バス[15]
- 29・30系統：新堀町

### 道路
- 大阪府道28号大阪高石線（ときはま線）
- 長尾街道

## 施設
- 堺市立五箇荘小学校
- 堺市立五箇荘中学校
- 浅香こども園分園
- 新堀町会館
- 心念寺
- さくら今池公園
- 新堀町パンプキン公園

## 史跡
- 今池遺跡

## 郵便
- 郵便番号：591-8005[3]（集配局：堺金岡郵便局[16]）。

## ギャラリー

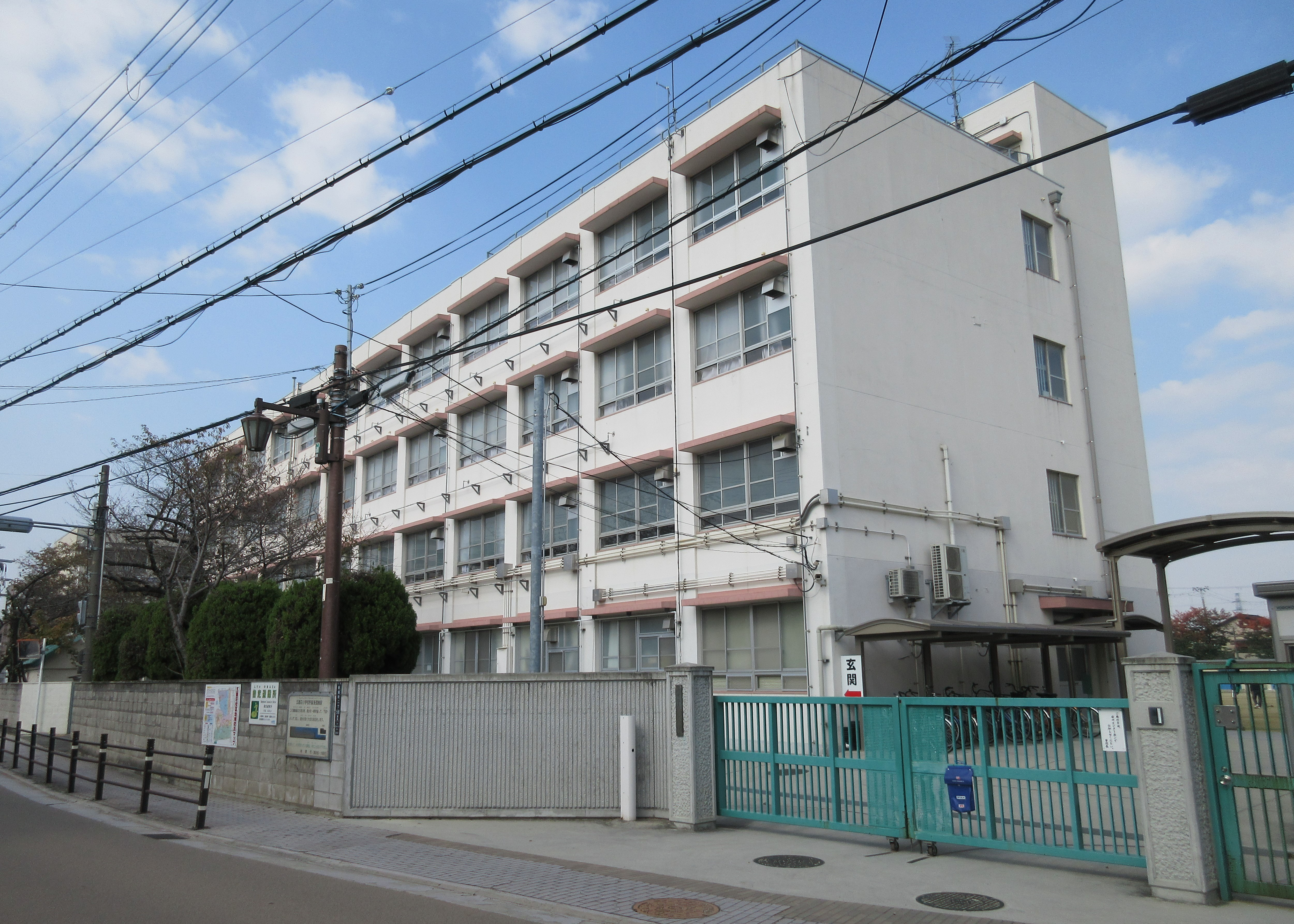
堺市立五箇荘小学校
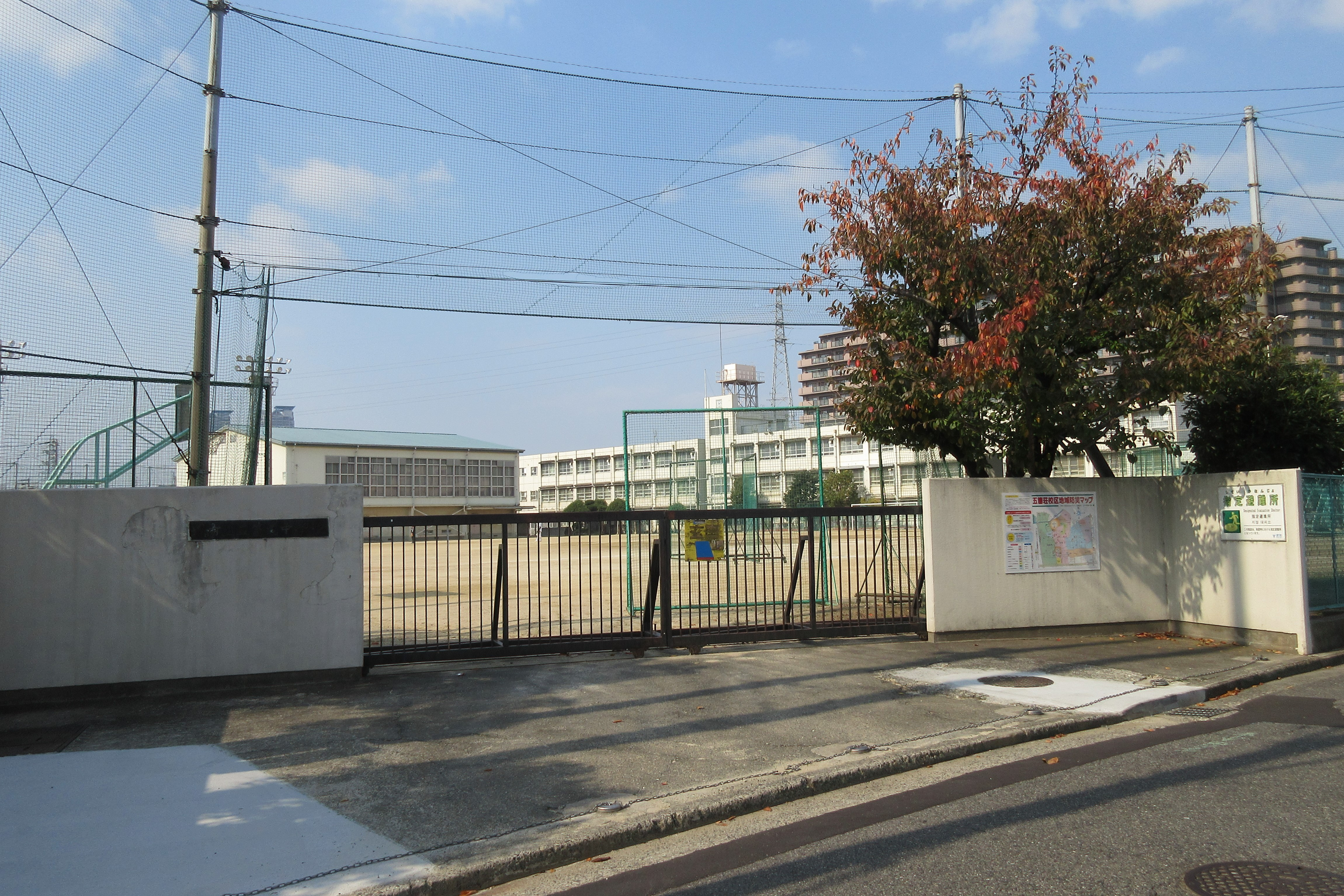
堺市立五箇荘中学校